# Louis Necker

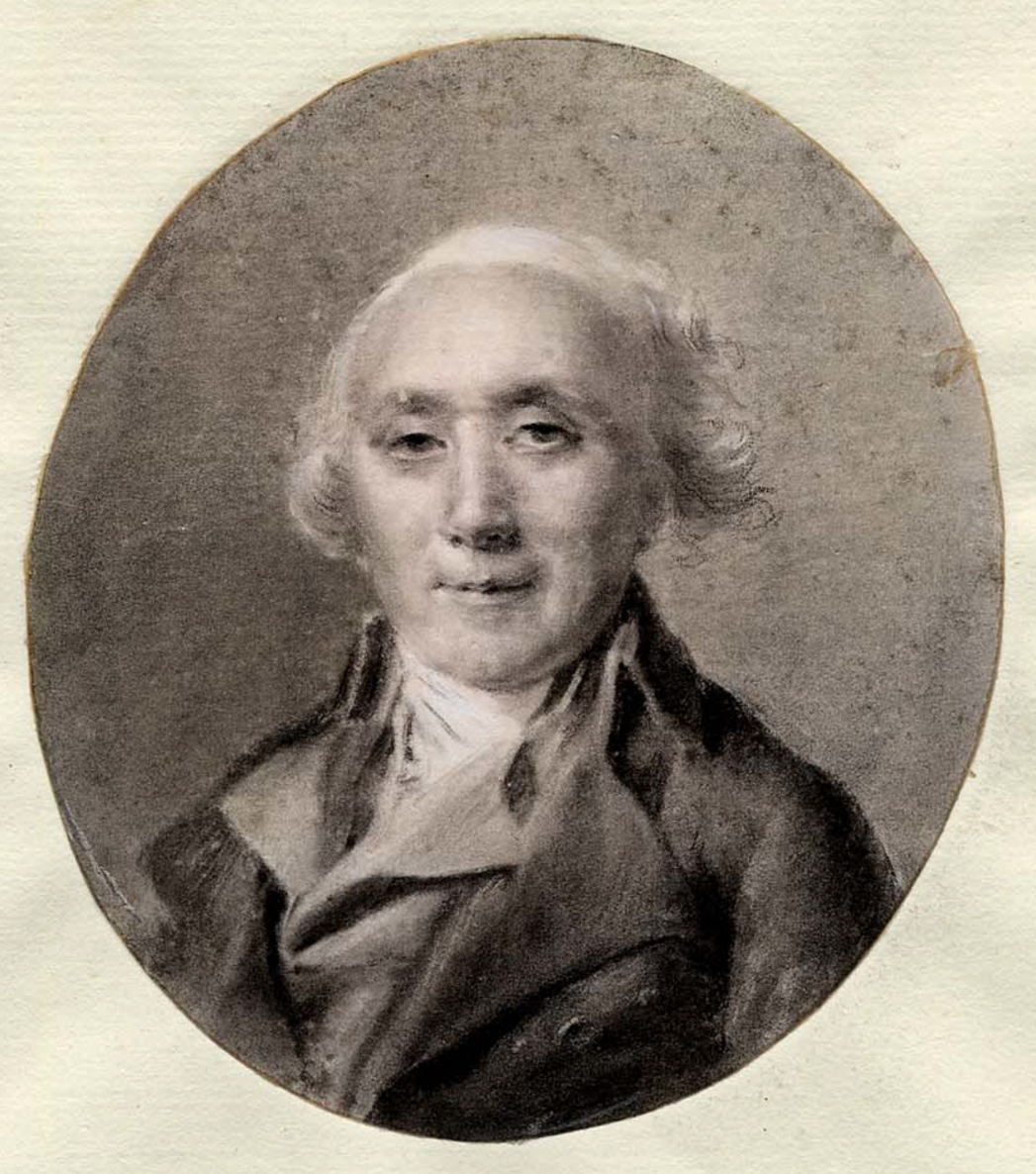

Louis Necker (de Germany) (* 31. August 1730 in Genf; † 31. Juli 1804 in Cologny) war ein Genfer Physiker und Enzyklopädist.

## Leben und Wirken
Sein Vater war Karl Friedrich Necker (1686–1762) aus Küstrin in Brandenburg (heute Polen), ein Professor für Rechtswissenschaften, welcher nach der Veröffentlichung einiger Schriften über internationales Recht zum Professor für öffentliches Recht an die Universität Genf berufen und schließlich mit seiner Familie Bürger der Republik Genf wurde. Seine Mutter war Jeanne Gautier (* 1692), sie war mit ihm seit dem 7. Januar 1726 verheiratet. Das Paar hatte zwei Kinder, Louis Necker und Jacques Necker.
Er war der ältere Bruder des Staatsmannes Jacques Necker. Louis Necker studierte Mathematik an der Akademie von Genf, Académie de Genève. Sein Studium beendete er 1747 in dem Fach Philosophie mit einer Arbeit über die Elektrizität. Anschließend folgte noch ein Studium der Rechtswissenschaften, welches er 1751 abschloss. Später wurde er Gouverneur der Fürsten von Nassau-Weilburg und Lippe-Detmold während ihres Aufenthalts in Genf und erhielt eine Rente für junge Engländer von seinem Vater, Charles Frederick, einem Rechtsanwalt und Jura-Professor an der Hochschule für Genf. Am 28. August 1752 heiratete er die Isabelle André (1731–1759). Das Paar hatte einen Sohn, Jacques Necker (1757–1825).
Daneben war er als Hauslehrer in der von seinem Vater Charles Fréderic Necker geführten Pension für junge Engländer in Genf tätig. Im Jahre 1752 erwarb er das Physiklabor von Jean Jallaberts (1712–1768). Von 1756 bis 1767 war er korrespondierendes Mitglied der Académie des sciences. 1757 wurde er als Professor für Mathematik und experimentelle Physik an die Académie de Genève berufen, musste aber wegen eines privaten Skandals Ende 1760/Anfang 1761 von dieser Funktion zurücktreten. Er flüchtete 1761 nach Paris, wo er begann, an der Banque Girardot seines Bruders tätig zu werden.
1762 verlegte er seinen Lebensmittelpunkt nach Marseille, wo er ein Handelshaus gründete. Von 1772 bis 1794 arbeitete er ausschließlich als Bankier in der Banque Girardot. Sein Bruder Jacques Necker, der ab 1756 mit Jean le Rond d'Alembert befreundet war, brachte ihn mit den Enzyklopädisten zusammen. Ab 1776 war er Gesandter Genfs in Frankreich. Er war Mitglied der Freimaurerloge La Vraie Concorde (dtsch. übersetzt „Zur Wahren Eintracht“).
Er redigierte die Artikel Forces & Frottement für die Encyclopédie.

## Werke (Auswahl)
- De Electricitate. 1747